# Deuses do Egito
Deuses do Egito (em inglês:  Gods of Egypt) é um filme australo-americano de 2016, dos gêneros aventura e fantasia, dirigido por Alex Proyas, com roteiro baseado na mitologia egípcia.
Deuses do Egito é estrelado por Nikolaj Coster-Waldau, Brenton Thwaites, Gerard Butler, e Geoffrey Rush. As filmagens ocorreram na Austrália pelo estúdio Summit Entertainment. O filme foi lançado em 2D e 3D RealD.

## Sinopse
O filme é inspirado na mitologia clássica do Egito e conta a história de um herói inesperado que surge quando a humanidade está ameaçada. O deus impiedoso Seti usurpou o trono do Egito e mergulhou o império antes pacífico em uma realidade de caos e conflito. Com apenas alguns opositores ao seu reinado, Seti terá que enfrentar Bek, um mortal corajoso e desafiador que pede a ajuda do deus Hórus para uma improvável aliança contra o senhor do mal.

## Elenco
- Nikolaj Coster-Waldau como Hórus, o Senhor do Ar e amante de Hator.
- Gerard Butler como Seti, Deus do Deserto.
- Brenton Thwaites como Bek, um jovem ladrão que se alia a Hórus.
  - Lindsay Farris dá voz a um Bek mais velho que narra o filme.
- Chadwick Boseman como Thoth, Deus da Sabedoria.
- Geoffrey Rush como Rá, o Deus do Sol.
- Rufus Sewell como Urshu, Arquiteto de Seti.
- Elodie Yung como Hator, Deusa do Amor e amante de Hórus.
- Courtney Eaton como Zaya, amante de Bek.
- Bryan Brown como Osíris, Rei do Egito e pai de Hórus.
- Goran D. Kleut como Anúbis, Deus do Pós-Vida.
- Rachael Blake como Ísis, Rainha do Egito e esposa de Osíris.
- Emma Booth como Néftis, Deusa da Proteção.
- Alexander England como Mnévis, o líder dos Minotauros egípcios que trabalham para Seti.
- Yaya Deng como Astarte.
- Abbey Lee Kershaw como Anat.
- Kenneth Ransom como Esfinge.
- Robyn Nevin como Sharifa.
- Bruce Spence como Juiz-chefe.

## Produção

### Desenvolvimento
Após Paradise Lost, projeto que estava envolvido, ser cancelado o diretor Alex Proyas foi anunciado como o diretor do Deuses do Egito.

### Escolha do elenco
O ator Nikolaj Coster-Waldau foi anunciado em junho de 2013
Em outubro de 2013, Brenton Thwaites foi anunciado como protagonista do filme.
Gerard Butler, Geoffrey Rush, e Brenton Thwaites se juntaram ao elenco no final de 2013. Chadwick Boseman e Elodie Yung se juntaram ao elenco no início de 2014.

### Filmagens
Proyas filmou Deuses do Egito na Austrália com uma equipe de 200 pessoas. A pré-produção começou em Sydney, New South Wales, e os produtores consideraram filmar em Melbourne e em Victoria para tirar proveito dos incentivos fiscais do Estado. A Docklands Studios Melbourne foi reservado para acomodar Deuses do Egito. Os estados australianos de New South Wales e Victoria competiram para ser o local de produção do filme, tendo a Summit selecionado New South Wales em fevereiro 2014. O vice primeiro-ministro do estado Andrew Stoner estimou que a produção iria adicionar 400 postos de trabalho para o estado e contribuir com US$ 75 milhões para a sua economia. A Media Entertainment & Arts Alliance apresentou uma reclamação a Comissão de Trabalho da Austrália afirmando que o filme vai adotar condições de trabalho abusivas.
As filmagens começaram em 19 de março de 2014 na Fox Studios Australia em Sydney.

## Promoção
Em novembro de 2015, Deuses do Egito ganhou os primeiros cartazes de personagens, divulgados com exclusividade para o Omelete. As fotos mostram Bek (Brenton Thwaites), Hathor (Elodie Yung), Horus (Nikolaj Coster-Waldau), Seti (Gerard Butler), Thoth (Chadwick Boseman) e Zaya (Courtney Eaton). No dia 17 do mesmo mês, o filme teve seu primeiro trailer divulgado.
Em dezembro de 2015, o filme ganhou um novo trailer que mostra o deus Hórus duvidando de sua capacidade.
Em janeiro de 2016, o filme ganhou um novo trailer que mostra o mortal Bek roubando de um deus. No mesmo mês, o filme ganhou um novo cartaz nacional exclusivo, que destaca os deuses Seti e Hórus.
Em fevereiro de 2016, o filme ganhou um novo trailer que mostra o embate entre Seti e Hórus. Logo depois foi divulgado o comercial que será exibido nos EUA durante o Super Bowl. No mesmo mês, o filme ganhou um novo clipe que mostra o deus Thoth discutindo com Hórus.

## Polémica
A Lionsgate e o diretor Alex Proyas divulgaram dois comunicados se desculpando pela falta de diversidade no elenco de Deuses do Egito. As críticas ao filme começaram após a divulgação dos primeiros cartazes e trailer, mostrando que a maioria dos atores é branco: “Reconhecemos que é nossa responsabilidade ajudar a garantir que a escolha do elenco reflita a diversidade e a cultura do período mostrado. Nessa instância, falhamos em viver com nossos próprios padrões de sensibilidade e diversidade, pelo que sinceramente pedimos desculpas. A Lionsgate está profundamente comprometida em fazer filmes que reflitam a diversidade do nosso público. Nós devemos, podemos e vamos continuar fazendo melhor”, afirmou o estúdio. “O processo de escolher o elenco de um filme tem variáveis complicadas, mas é claro que nossas escolhas deveriam ser mais diversas. Sinceramente peço desculpa àqueles que ficaram ofendidos pelas decisões que tomamos”, completou o diretor.

## Lançamento
A Lionsgate planeja lançar Deuses do Egito nos cinemas em 26 de fevereiro de 2016.  O filme será lançado em 2D e 3D RealD. A Lionsgate inicialmente tinha marcado para o filme a ser lançado em 12 de fevereiro de 2016, mas em seguida adiou o lançamento para 08 de abril de 2016, antes de finalmente definir a data para o dia 26 de fevereiro de 2016. A The Christian Science Monitor‍ 's Molly Driscoll disse que o filme estava seria lançado em "um tempo tradicionalmente tranquilo nas bilheterias", embora ele iria competir com os filmes, Orgulho e Preconceito e Zombies e com Deadpool, ambos com datas de lançamento duas semanas mais cedo.